# BVVG Bodenverwertungs- und -verwaltungs GmbH
Die BVVG Bodenverwertungs- und -verwaltungs GmbH (BVVG) ist ein staatliches Unternehmen der Bundesrepublik Deutschland mit Sitz in Berlin. Aufgaben der BVVG sind die Verwaltung, Verpachtung und der Verkauf von land- und forstwirtschaftlichen Flächen auf dem Gebiet der neuen Bundesländer.

## Geschichte und Hintergrund
Die BVVG ist eine Nachfolgeeinrichtung der Treuhandanstalt und Tochter der Bundesanstalt für vereinigungsbedingte Sonderaufgaben (BvS).
Die BVVG erfüllt seit ihrem Gründungsjahr 1992 den gesetzlichen Auftrag, in den Bundesländern Brandenburg, Mecklenburg-Vorpommern, Sachsen, Sachsen-Anhalt und Thüringen ehemals enteignete, volkseigene land- und forstwirtschaftliche Flächen zu privatisieren. Entsprechend der sozialistischen Staatsidee wurde in Ostdeutschland während der sowjetischen Besatzungszeit und nach Gründung der DDR Privateigentum enteignet und in Volkseigentum überführt. Während Bürgern der DDR hierfür manchmal eine Entschädigung zustand, erhielten Personen, die aus der DDR geflüchtet waren, normalerweise keine Entschädigung. 
Dieses führte zwischen der Bundesrepublik Deutschland (BRD) und der Deutschen Demokratischen Republik (DDR) zu der „offenen Vermögensfrage“, wie die Enteignungen in der DDR zu behandeln sind, soweit Vermögen von Staatsangehörigen der BRD betroffen ist.
Eine erste rechtliche Grundlage der Tätigkeit der BVVG ist das von der letzten Volkskammer der DDR beschlossene Treuhandgesetz vom 17. Juni 1990. Seit 1996 ist die BVVG auch als Privatisierungsstelle des Bundes tätig, um den Flächenverkauf nach dem in der Zwischenzeit verschiedene Male modifizierten Entschädigungs- und Ausgleichsleistungsgesetz (EALG) und der Flächenerwerbsverordnung (FlErwV) durchzuführen.
Einer der Geschäftsführer war nach 1992 Franz Ludwig Schenk Graf von Stauffenberg. Ein weiterer Vorsitzender der Geschäftsführung und später Aufsichtsratsvorsitzender war Walter Priesnitz.
Die Rechts- und Fachaufsicht der BVVG obliegt dem Bundesministerium der Finanzen und dem Bundesministerium für Ernährung und Landwirtschaft. Die BVVG ist eine Gesellschaft des privaten Rechts und eine 100-prozentige Tochter der Bundesanstalt für vereinigungsbedingte Sonderaufgaben (BvS), die ihre Gesellschafterfunktion durch die Bundesanstalt für Immobilienaufgaben (BImA) wahrnehmen lässt. Den erwirtschafteten Überschuss führt die BVVG an die BvS ab.

## Tätigkeit
Bis Ende Dezember 2022 hatte die BVVG rund 894.000 ha landwirtschaftliche und rund 598.000 ha forstwirtschaftliche Flächen sowie ca. 84.000 ha als Umwidmungsflächen veräußert. Seit 1992 wurden insgesamt rund 919.000 Hektar zu begünstigten Preisen nach dem EALG verkauft. Am 31. Dezember 2022 befanden sich noch ca. 90.000 ha landwirtschaftliche und ca. 4.500 ha forstwirtschaftliche Flächen im Bestand der BVVG. Die Gesellschaft hatte und hat zahlreiche Aufgaben zu erledigen, vor allem die Verpachtung landwirtschaftlicher Flächen; den Verkauf von land- und forstwirtschaftlichen Flächen nach dem Entschädigungs- und Ausgleichsleistungsgesetz; die Veräußerung von Umwidmungsflächen, die durch kommunale oder behördliche Planungen anderen Nutzungszwecken zugeführt werden, und Bergwerkseigentumen; die Restitution beziehungsweise Übertragung von Flächen und sonstigen Vermögenswerten an Private und Gebietskörperschaften sowie das Management von über 36.000 Verträgen.    

### Privatisierung landwirtschaftlicher Nutzflächen
Das Bundesministerium der Finanzen hat sich zusammen mit dem Bundesministerium für Ernährung und Landwirtschaft unter Beteiligung des Bundesministeriums für Umwelt, Naturschutz, nukleare Sicherheit und Verbraucherschutz und des Beauftragten der Bundesregierung für Ostdeutschland im November 2022 zur Frage der künftigen Verwendung ehemals volkseigener landwirtschaftlicher Flächen auf neue Reglungen für die BVVG verständigt. So sollen in den Jahren 2022, 2023 und 2024 noch 2.000 Hektar Fläche pro Jahr verkauft werden. Pachtfrei werdende landwirtschaftliche Flächen sollen vorrangig an ökologisch und nachhaltig wirtschaftende Betriebe verpachtet werden. Die BVVG arbeitet seit 12. Juni 2023 nach den neuen Grundsätzen für das Flächenmanagement landwirtschaftlicher Flächen (Flächenmanagementgrundsätze 2023). Daher konzentriert sich die Arbeit der BVVG auf die Verpachtung landwirtschaftlicher Flächen an ökologisch und nachhaltig wirtschaftende Betriebe. Für die verbleibende Verkaufsfälle nach dem Entschädigungs- und Ausgleichsleistungsgesetz an Alteigentümer ist Vorsorge getroffen. Der Direktverkauf an Pächter ist weitgehend abgeschlossen. 

### Übertragung von Flächen im Rahmen des Nationalen Naturerbes
Aufgrund einer gesetzlichen Ermächtigung übertrug die BVVG in großem Umfang Flächen in die Trägerschaft der Bundesländer, der Deutschen Bundesstiftung Umwelt (DBU) oder von Naturschutzverbänden (Nationales Naturerbe). Rechtsgrundlage ist § 3 Absatz 12 des Ausgleichsleistungsgesetzes, der einen Erwerbsanspruch der Länder vorsieht. Nach Satz 2 der genannten Vorschrift kann die BVVG (im Gesetz als Privatisierungsstelle bezeichnet) „das Eigentum an den Flächen auch unmittelbar auf einen von einem Land benannten Naturschutzverband oder eine von einem Land benannte Naturschutzstiftung übertragen.“ Für die Auswahl der Flächen und der neuen Träger waren naturschutzfachliche Kriterien maßgebend.
Die BVVG hat bisher 65.000 Hektar naturschutzfachlich wertvolle Flächen nach § 3 Ausgleichsleistungsgesetz unentgeltlich an Länder, Naturschutzverbände und -stiftungen übertragen, davon 27800 Hektar im Rahmen des Nationalen Naturerbes. Weitere 25.500 Hektar Fläche sollen für die Übertragung in das Nationale Naturerbe zur Verfügung stehen. Davon ist die unentgeltliche Übertragung von 8.000 Hektar naturschutzfachlich wertvoller Flächen bereits gesetzlich vereinbart. Für 7.700 Hektar soll auf dem gleichen Wege eine Übertragung vorbereitet werden. Die übrigen 9.800 Hektar verbleiben zunächst in der Verpachtung bei der BVVG und werden im Rahmen der sogenannten Bundeslösung auf Sicht in das Eigentum der Bundesanstalt für Immobilienaufgaben überführt.

### Veräußerung von Seen
Aus Anlass eines Einzelfalls wurden zahlreichen Proteste gegen die Privatisierung von Seen laut. Im August 2009 kündigte das bundeseigene Unternehmen an, vorläufig keine Seen mehr privatisieren zu wollen. Damit entsprach es einer politischen Forderung insbesondere der Länder Mecklenburg-Vorpommern und Brandenburg. 2012 verkaufte die BVVG dem Land Brandenburg ein Paket von 65 Gewässern mit einer Fläche von rd. 3135 ha.

## Perspektive der BVVG
Die Bundesregierung hat auf der Grundlage des Koalitionsvertrages für die 20. Wahlperiode des Deutschen Bundestag der BVVG eine neue Ausrichtung gegeben: weg vom Verkauf und hin zur Verpachtung an ökologisch und nachhaltig wirtschaftende Betriebe. Damit wird ein Kurswechsel im Unternehmen vollzogen: weg vom Privatisierungshorizont bis zum Jahr 2030 hin zur dauerhaften Aufgabe der Verpachtung. 